# Streptoglossa liatroides
Streptoglossa liatroides là một loài thực vật có hoa trong họ Cúc. Loài này được (Turcz.) Dunlop miêu tả khoa học đầu tiên năm 1981.